# Sabbatino de Ursis
Sabbatino de Ursis, född 1575 i Lecce i Italien, död 1620 i Macao i Kina, var en av de ledande av jesuiternas missionärer i Kina mot slutet av Mingdynastins tid. Han var assistent till den store kinamissionären Matteo Ricci.
Sabattino de Ursis utbildades inom astronomin och sändes av sin orden till Kina år 1606. Han kom först till Macao, där han fick sin avslutande förberedelse för sitt verk i Kina vid St. Pauls universitetskollegium i Macao.
Han blev år 1611, bara några månader efter Riccis död (1610), satt till att föra vidare arbetet i det kinesiska kejserliga stjärnobservatoriet i Peking med att utarbeta en mer korrekt kalender. Detta hade blivit ett krävande behov för kejsaren, för han hade tidigare gått ut med en förutsägelse av en solförmörkelse som var en timme fel. Den kejserliga astronomibyrån, som var satt till att assistera kejsaren i hans ämbetsplikt om att förutse sol- och månförmörkelser, var alltså inte tillräckligt sakkunnig.
Det kejserliga beslutet år 1611, som överförde ansvaret för det kejserliga stjärnobservatoriet och ledningen av den kejserliga astronomibyrån till jesuiterna, bad dem också att översätta europeiska verk om astronomi till kinesiska. 
År 1612 gjorde han och den framstående kinesiske katolske vetenskapsmannen Xu Guangqi en översättning av verket «Västliga irrigationsmetoder» (kinesiska: Taixi Shuifa). Det finns emellertid ingen indikation på att de metoder som beskrevs där togs i bruk förrän långt senare, i slutet av Qing-tiden.
Intriger från de förbigångna kinesiska astronomerna förstörde emellertid hans astronomiska arbete i Peking, och de Ursis och hans assistent pater Diego de Pantoja måste dra sig tillbaka till Macao år 1617, där de båda skulle förbli och sluta sina dagar. 
Under den kinesiska ritstridens tidigare stadier utgav han år 1618 en studie vid namn De Vera Cognitione Dei Apud Litteratos Sinenses, och föreslog där att tre uttryck som blivit inarbetade i den katolska kinamissionen på Riccis tid som passande översättningar av det kristna gudsbegreppet, Tian, Shangdi och Tianzhu skulle uppges helt och hållet. Han menade att man skulle gå över till translitterering av «Deus» och latinska uttryck istället. Denna ståndpunkt granskades noggrant i jesuiternas huvudkvarter i Rom, men vann inte gehör.  